# Чарторыйский, Юзеф
Князь Юзеф Чарторыйский (ок. 1660 — 1750) — государственный деятель Речи Посполитой, польский магнат, хорунжий великий литовский, староста пунский.

## Биография
Представитель крупного магнатского рода Чарторыйских герба «Погоня». Сын подкоморьего краковского князя Яна Чарторыйского (1626—1680) и Магдалены Конопацской (ум. 1694).
Стал хорунжим великим литовским после Григория Огинского. Юзеф Чарторыйский прожил 52 года и умер после продолжительной болезни 17 августа 1750, похоронен в Кракове.
Был женат на Терезе Денгоф, дочери воеводы поморского Владислава Денгофа. Дети:
- Станислав Костка (ум. 1766), чашник великий литовский, затем ловчий великий коронный (с 1742), староста луцкий, липницкий и радошицкий.
- Юзефа Мария Магдалина (1701—1728), жена с 1725 года гетмана великого литовского Михаила Сервация Вишневецкого.